# Луїс Мередіт
Луїс Мередіт (англ. Lois Meredith; 26 червня 1897 — 15 грудня 1967) — американська актриса німого кіно і театру.
Виступала на бродвейській сцені в 1911—1926 роках. З 1914 по 1937 рік знялася в 22 фільмах. Припинила зніматися в 1922 році, через 15 років знову з'явилася на екрані в епізодичній ролі у фільмі за участю Грети Гарбо «Підкорення».

## Фільмографія
- 1914 — Змова — Маргарет Холт
- 1914 — Дан — Ліла Дабні
- 1914 — Вогнища Могутнього — Матильда
- 1915 — Ворог у суспільство — Decima Duress
- 1915 — Більше буде — Пеггі Слоун
- 1915 — / Help Wanted — Герті Мейерс
- 1915 — / Folly — Констанція
- 1915 — Моя найкраща дівчина — Дора Лейн
- 1915 — Жінка — Ванда Келлі
- 1916 — / The Precious Parcel — Жаклін Бурбон
- 1916 — / Spellbound — Елсі — Йорк
- 1917 — Дівчина, яка вміє готувати
- 1917 — В руках закону
- 1917 — Продан на аукціоні — Нан
- 1918 — Її помилка — Віола Шепард
- 1918 — Нишком — Агнес Кольт
- 1918 — Over The Top — Хелен Ллойд
- 1920 — / Autour du Mystère
- 1922 — Секрет Розетти Ламберт — Розетта Ламберт
- 1921 — / L'Inconnue
- 1922 — Вершник без голови — Катріною ван Тассел
- 1937 — Підкорення / Conquest — графиня Потоцька